# Jamesia
Jamesia es un género perteneciente a la familia Hydrangeaceae. Es originario de Norteamérica.

## Descripción
Es un arbusto que alcanza los 1-2 m de altura y 3 m de ancho o más, con hojas simples y opuestas de 3-7 cm de longitud y 2-5 cm de ancho, con un margen dentado y una superficie arrugada. Las flores se producen en una inflorescencia terminal en forma de panícula. Cada flor es de color blanco, de 15-20 mm de diámetro, con cinco (raramente cuatro) pétalos. El fruto  es una cápsula seca con numerosas semillas pequeñas.

## Distribución y hábitat
Es nativo del interior occidental América del Norte, En los Estados Unidos se encuentra en Arizona, California, Colorado, Nevada, Nuevo México, Utah y Wyoming, donde aparece  en las montañas a una altitud de 1600-3000 metros.

## Taxonomía
El género fue descrito por John Torrey & Asa Gray  y publicado en A Flora of North America: containing 1(4): 593-594. en el año 1840.
Etimología
El género lleva el nombre de Edwin James, el botánico de la expedición que exploró un largo  territorio entre los ríos Platte y Arkansas en 1820. James fue el primero en conseguir este género para el estudio de los vegetales.

## Especies
- Jamesia americana Torr. & A.Gray
- Jamesia macrocalyx 	(Small) Fedde
- Jamesia pauciflora (Torr.) Nees
- Jamesia tetrapetala N.H.Holmgren & P.K.Holmgren